# 尼爾斯 (佛羅里達州)
尼爾斯（英語：Neals）是位於美國佛羅里達州吉爾克里斯特縣的一個非建制地區。該地的面積和人口皆未知。

## 地理
尼爾斯的座標為29°36′43″N 82°42′47″W / 29.61194°N 82.71306°W，而該地的平均海拔高度為20米（即66英尺）。